# Citrogramma luteifrons
Citrogramma luteifrons är en tvåvingeart som först beskrevs av de Meijere 1908.  Citrogramma luteifrons ingår i släktet Citrogramma och familjen blomflugor. Inga underarter finns listade i Catalogue of Life.